# Alfredo Ott
Alfredo Joseph Ott III (nacido en New Orleans, Louisiana, 27 de enero de 1983) es un jugador de baloncesto profesional de nacionalidad estadounidense que juega en el CB Clavijo de la liga LEB Plata. Tiene una altura de 1,91 metros y juega de alero.

## Biografía
Alfredo Joshep Ott se formó en la Universidad de Dilliard (NAIA). No fue drafreado en 2005. Su salto a profesionalismo lo dio en el Reino Unido, jugando en la segunda división con conjunto del Worthing Thunders. En el verano de 2007 aterriza en España nuestro país, donde ha desarrollado la mayoría de su carrera profesional en las diferentes categorías federativas. Sus dos primeras temporadas fueron en el Cosmetal Navarra. 
En su primer año logró el ascenso de Bronce a Plata, promediado esta última temporada más de 15 puntos por encuentros en segunda campaña en el conjunto navarro. 
En 2009/10 ficha por el Caja Rioja, donde cumplió dos temporadas, consiguiendo el ascenso a LEB Oro y la Copa Plata en su segundo año, moviéndose en ambas temporada en torno a los 10 puntos, 3 rebotes y 2 robos por noche. 
En la 2011/12, Ott decide continuar en la competición de plata con el Lan Mobel ISB, proclamándose máximo anotador y MVP de la temporada, tras elevar sus promedios hasta los 17,6 puntos, 3,6 rebotes, 2,5 asistencias y 3 robos por partido. Guarismos que le llevaron a fichar por Palencia Baloncesto, con el que debutó en Oro en la campaña 2012/13. Tras su paso por tierras palentinas volvía a Logroño, donde jugó tres temporadas convirtiéndose en unos de los referentes e ídolos de la afición riojana.
En 2016, se une el perímetro del Club Melilla Baloncesto.
En verano de 2020, firma por el CB Clavijo de la liga LEB Plata.

## Trayectoria deportiva
- 2005/07. Worthing Thunder.
- 2007/09. Basket Navarra Club. LEB Bronce y LEB Plata.
- 2009/11. CB Clavijo. LEB Plata y LEB Oro.
- 2011/12. Lan Mobel ISB. LEB Oro.
- 2012/13. Club Deportivo Maristas Palencia. LEB Oro.
- 2013/16. CB Clavijo. LEB Oro.
- 2016/17. Club Melilla Baloncesto. LEB Oro.
- 2017/18. Amics del Bàsquet Castelló. LEB Oro.
- 2018/20. Club Ourense Baloncesto. LEB Oro.
- 2020/. CB Clavijo. LEB Plata.